# Albert von Thurn und Taxis (1983)

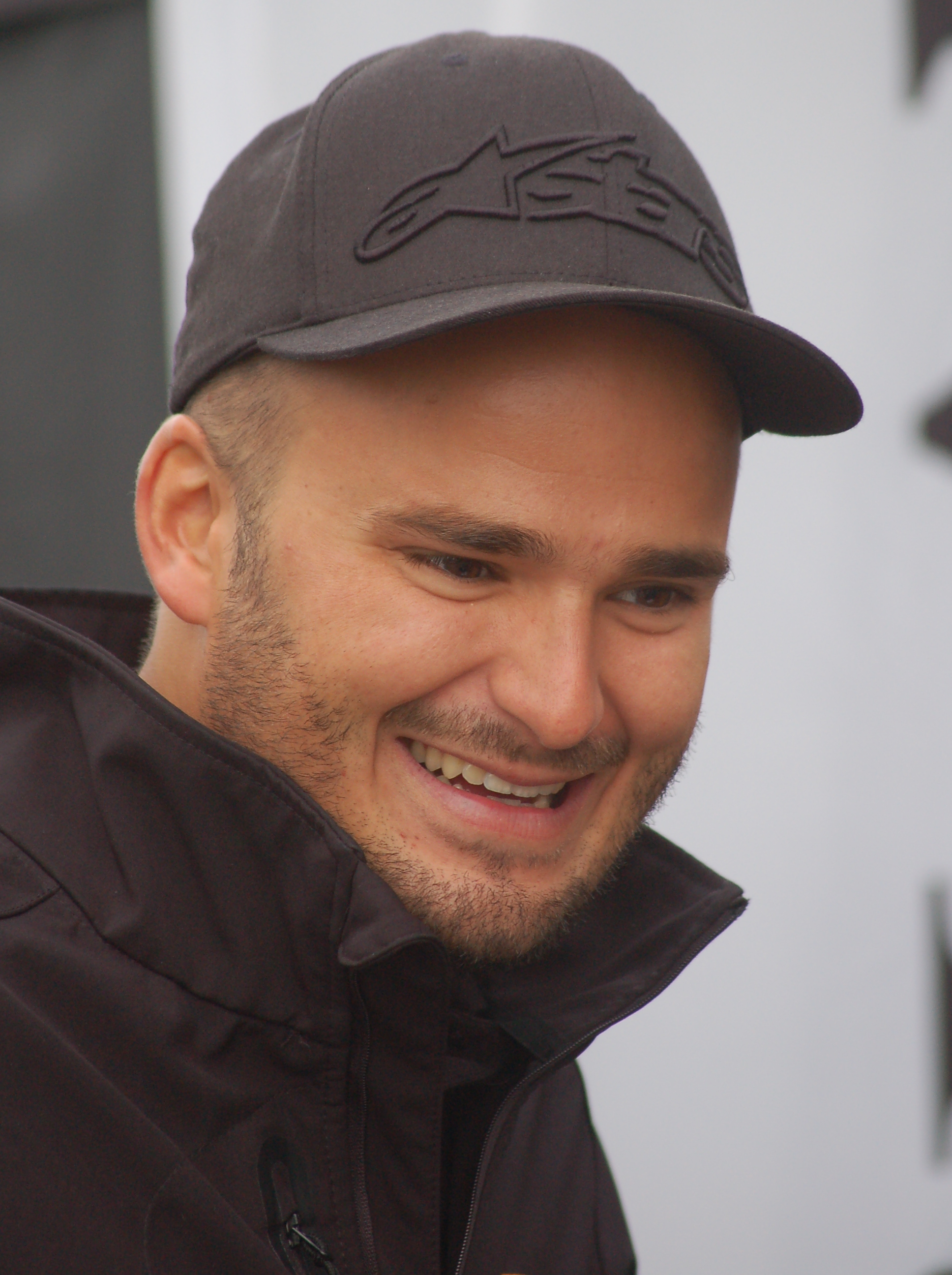
Albert von Thurn und Taxis

Albert Maria Lamoral Miguel Johannes Gabriel vorst von Thurn und Taxis (Regensburg, 24 juni 1983) is sinds 1990 hoofd van het Huis en 12e vorst von Thurn und Taxis.

## Biografie
Thurn und Taxis is lid van het Huis Thurn und Taxis en de zoon van de 11e vorst Johannes von Thurn und Taxis (1926-1990) en diens echtgenote gravin Gloria von Schönburg-Glauchau (1960). Hij heeft twee oudere zussen. Na het overlijden van zijn vader werd hij tevens hoofd van de familieondernemingen die tot zijn meerderjarigheid door zijn moeder werden beheerd. Hij is de grootste private grondbezitter van Europa en bezit zo'n 20.000 hectare bosgrond. Hij heeft een geschat vermogen van 1,5 miljard dollar (Forbes Magazine), in 2009 werd hij aangemerkt door dat tijdschrift als de jongste miljardair.
De volledige titels van de vorst zijn: Seine Durchlaucht der 12. Fürst von Thurn und Taxis, Fürst zu Buchau und Fürst von Krotoszyn, Herzog zu Wörth und Donaustauf, gefürsteter Graf zu Friedberg-Scheer, Graf zu Valle-Sássina, auch zu Marchtal, Neresheim usw., Erbgeneralpostmeister.
Thurn und Taxis is ook autocoureur in de Porsche Supercup.